# Nikola Janković
Nikola Janković (en serbio, Никола Јанковић, Vranje, 13 de febrero de 1994) es un baloncestista serbio que pertenece a la plantilla del Club Baloncesto Breogán de la Liga Endesa. Con 2,06 metros de estatura, juega en la posición de ala-pívot.

## Trayectoria deportiva

### Profesional
Comenzó su carrera deportiva en las categorías inferiores del FMP Železnik, pasando posteriormente a las del Estrella Roja, promediando 10,4 puntos entre 2009 y 2012. Tras cumplir 18 años, renunció a firmar su primer contrato profesional con el equipo de Belgrado, firmando en su lugar con el Spirou Charleroi belga. En su primera temporada apenas contó con minutos con el primer equipo, siendo cedido al año siguiente al Verviers-Pepinster, donde en su segunda temporada destacó al promediar 16,1 puntos y 6,2 rebotes por partido.
Regresó a Charleroi al finalizar la temporada para romper el contrato que le unía al club, para fichar por el KK Mega Leks serbio. En febrero de 2016 lograría junto a su equipo el primer trofeo importante en la historia del Mega Leks, la Copa de Serbia. Acabó la temporada promediando 9,4 puntos y 5,4 rebotes por partido.
En agosto de 2016 firmó contrato con el Union Olimpija esloveno, equipo con el que ganó esa temporada la liga y la copa, rematando la temporada siendo elegido MVP de la ABA Liga tras alcanzar una valoración de 19,24. Promedió 16,6 puntos y 7,2 rebotes por partido.
El 10 de julio de 2017 firmó con el equipo turco del Sakarya BB.
El 6 de julio de 2018 se oficializa su fichaje por el Club Baloncesto Estudiantes por una temporada más otra opcional.
En 2019, regresa a su país para jugar en el KK Partizan de la ABA Liga.
Tras dos temporadas en KK Partizan, en 2021 se compromete con el KK Mega Bemax de la ABA Liga.
El 24 de diciembre de 2021, firma por el Club Baloncesto Breogán de la Liga Endesa.

### Internacional
Janković es miembro de la Selección serbia desde las categorías inferiores, con las que consiguió la medalla de plata en el mundial sub-19 de 2013 y en el , y las de bronce en Europeo sub-18 de 2011, y las de bronce en el sub-18 de 2012 y en el Europeo sub-20 de 2014.